# Източноботническа равнина
Източноботническата равнина е низина в западна Финландия, най-голямата равнина на Скандинавския полуостров.
Тя образува ивица с ширина около 100 километра и дължина 260 километра по протежение на източните брегове на Ботническия залив. Низината е много плоска с надморска височина, която не надхвърля 50 метра, и включва отделни пясъчни или глинести равнини, пресечени от реки и торфени блата.